# Іонна імплантація

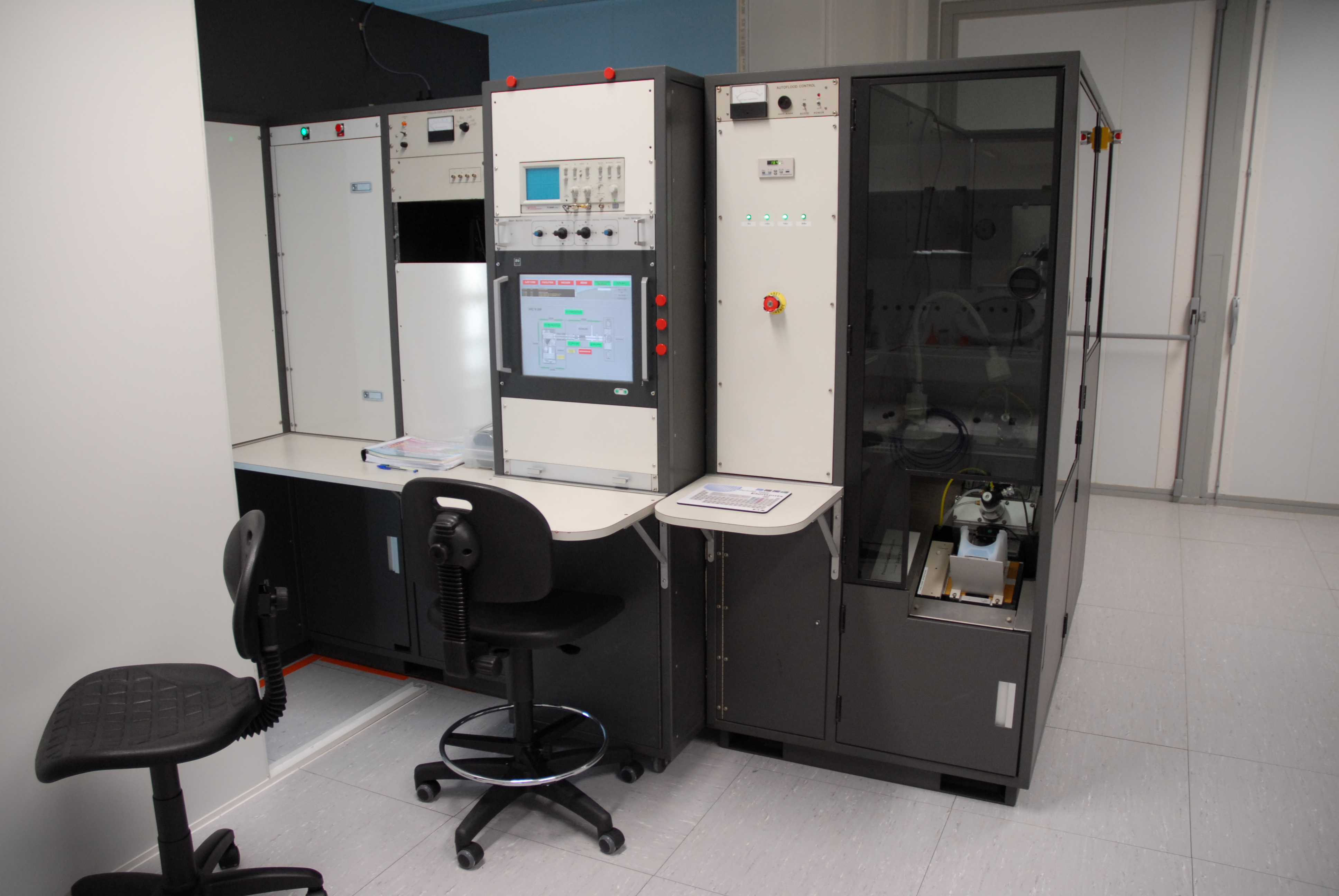
Установка для іонної імплантації.

Іо́нна імпланта́ція — спосіб введення атомів домішок у поверхневий шар пластини або епітаксіальної плівки шляхом бомбардування його поверхні пучком іонів домішки з високою енергією (10-2000 кеВ).
Іонізація атомів домішки, прискорення іонів та фокусування іонного пучка виконується у спеціальних установках типу прискорювачів частинок у ядерній фізиці.
Іонна імплантація використовується при створенні напівпровідникових приладів методом планарної технології. Її також застосовують як метод легування металів для зміни їх фізичних і хімічних властивостей (підвищення твердості, зносостійкості, корозійної стійкості тощо).

## Принцип іонної імплантації

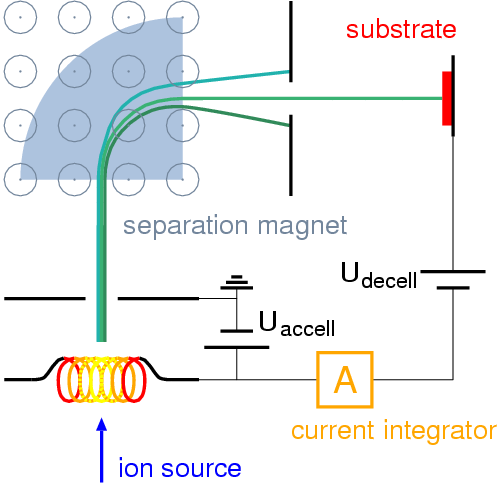
Схема установки для іонної імплантації

### Загальний опис процесу
Пучок позитивно заряджених іонів домішки у іонно-променевому прискорювачі бомбардує кристал напівпровідника. Проникаючи у кристал, домішка легує його і разом з тим викликає утворення радіаційних дефектів, погіршуючи тим самим його електрофізичні параметри. Розподіл концентрації атомів домішки у кристалі описується кривою Гауса, основним параметром якої є пробіг прискорених іонів. Глибина заглиблення іонів залежить від їх енергії та маси. Концентрація домішки в імплантованому шарі залежить від густини струму в іонному пучку і часу проведення процесу (експозиції). При невеликих дозах опромінення радіаційні дефекти не змінюють кристалічної структури напівпровідника, тоді як великі дози опромінення домішковими атомами призводять до аморфізації кристалу. Для усунення дефектів і впорядкування кристалічної ґратки кремнію виконують відпалення кристалу при температурі 500—800 °C.

### Іонно-променевий прискорювач
Іонно-променевий прискорювач складається з таких основних блоків: джерела іонів, джерела високої напруги, прискорюючої трубки, магнітного сепаратора, системи фокусування пучка іонів, приймальної камери і вакуумної системи відкачки.